# Venezia Santa Lucia
Venezia Santa Lucia (włoski: Stazione di Venezia Santa Lucia) – stacja kolejowa we Włoszech, znajdująca się w Wenecji, w regionie Wenecja Euganejska. Posiada 8 peronów. Zalicza się do 13 najważniejszych włoskich dworców Grandi Stazioni. Nazwa stacji pochodzi od św. Łucji.
Dworzec Venezia Santa Lucia jest dworcem czołowym. Perony dalekobieżne znajdują się w centralnej części, a regionalne i podmiejskie na zachód od nich. Dworzec stanowi jeden z nielicznych modernistycznych budynków nad Canale Grande. Zbudowany w latach 30. XX w. za czasów dyktatury Mussoliniego. Z uwagi na niewielką wysokość i stosunkowo dużą szerokość obiektu nie przytłacza on swoją obecnością. Fasadę urozmaicają weneckie lwy umieszczone na flankach budynku.
Bezpośrednio przed dworcem znajdują się przystanki Vaporetto, którymi dopłynąć można w różne rejony miasta, m.in. na Plac św. Marka. Obok funkcjonuje przystanek taksówek wodnych. W holu głównym, oprócz punktów handlowo-usługowych, funkcjonują liczne biura zakwaterowania i przechowalnia bagażu.
Oprócz stacji Venezia Santa Lucia w Wenecji znajduje się także druga stacja, w części lądowej, o nazwie Venezia Mestre. Obie stacje połączone są ponad 4-kilometrowym mostem z 1846, nazywanym czasem niezbyt właściwie Ponte Della Libertà (Most Wolności, od nazwy równoległego mostu drogowego z 1933). Po mostach biegną czterotorowa, zelektryfikowana linia kolejowa w towarzystwie drogi kończącej się dworcem autobusowym i wielkimi parkingami (wjazd samochodowy do Wenecji jest zabroniony).